# Matt Groening
Matthew Abram "Matt" Groening (Portland, Oregon, 1954. február 15. –) amerikai rajzfilmkészítő, forgatókönyvíró, és producer. Ő a kitalálója A Simpson család és a Futurama című rajzfilmsorozatnak és a Life in Hell című képregénynek, továbbá az új A kiábrándult királylány sorozatnak, angolul: Disenchantment.
Profi képregényes karrierjét a Life in Hell-lel kezdte, amit az avantgárd Wet magazin kezdett el kiadni 1978-tól. A képregény 250 hetilapban jelent meg. A Life in Hell-re felfigyelt James L. Brooks, és 1985-ben felvette a kapcsolatot Groeninggal, hogy dolgozzon a Fox egyik műsoránál, a Tracey Ullman Show-nál. Eredetileg Brooks azt szerette volna, hogy Groening mentse át a Life in Hell karaktereit a műsorba, de mivel nem volt meg ehhez a tulajdonlási joga, ezért Groening valami újat tervezett és megalkotott egy rajzfilm családot, A Simpson család-ot. A rövidfilmből hamarosan félórás sorozat lett és A Simpson család az egyik legnépszerűbb rajzfilmsorozattá nőtte ki magát. 1997-ben, David X. Cohennel kitalálta a Futuramá-t, ami 1999-ben debütált a televízióban. Négy év után, 2003-ban viszont törölte a sorozatot a Fox. Azonban a Comedy Central sugározni kezdte a négy, direkt DVD-re készített filmet, 16 félórás epizódként, 2008-ban. 2009 júniusában a Comedy Central megrendelt 26 epizódot a Futuramá-ból.
A kiábrándult királylány (eredeti cím: Disenchantment) 2018-ban indult amerikai televíziós 2D-s számítógépes animációs sorozat Matt Groeningtől. Az animációs játékfilmsorozat producerei Reid Harrison, David X. Cohen, Deanna Maclellan, Lee Supercinski, Jeny Batten, M. Dickson és Rich Fulcher, a zeneszerzője Matt Groening. A tévéfilmsorozat The ULULU Company és a Rough Draft Studios gyártásában készült. A sorozat először 2018. augusztus 17-én debütált a Netflix oldalán. Magyarországon szinkronosan 2019. november 19-étől érhető el a Netflixen.
2019. december 10-én a Netflix bejelentette, hogy 2020-ban jön a sorozat harmadik része. Eddig megjelent 2 évada, összesen 20 epizóddal.
Groening 11 Primetime Emmy-díjat nyert, tízet A Simpson családdal és egyet a Futuramával. Nyert British Comedy Awardot "kiemelkedő segítség vígjátékban" kategóriában, 2004-ben, valamint a "Nemzetközi rajzfilmkészítő szövetség" Reuben Awardját, 2002-ben, a Life in Hell-ért.